# Liste des albums musicaux numéro un au Billboard 200 en 2019

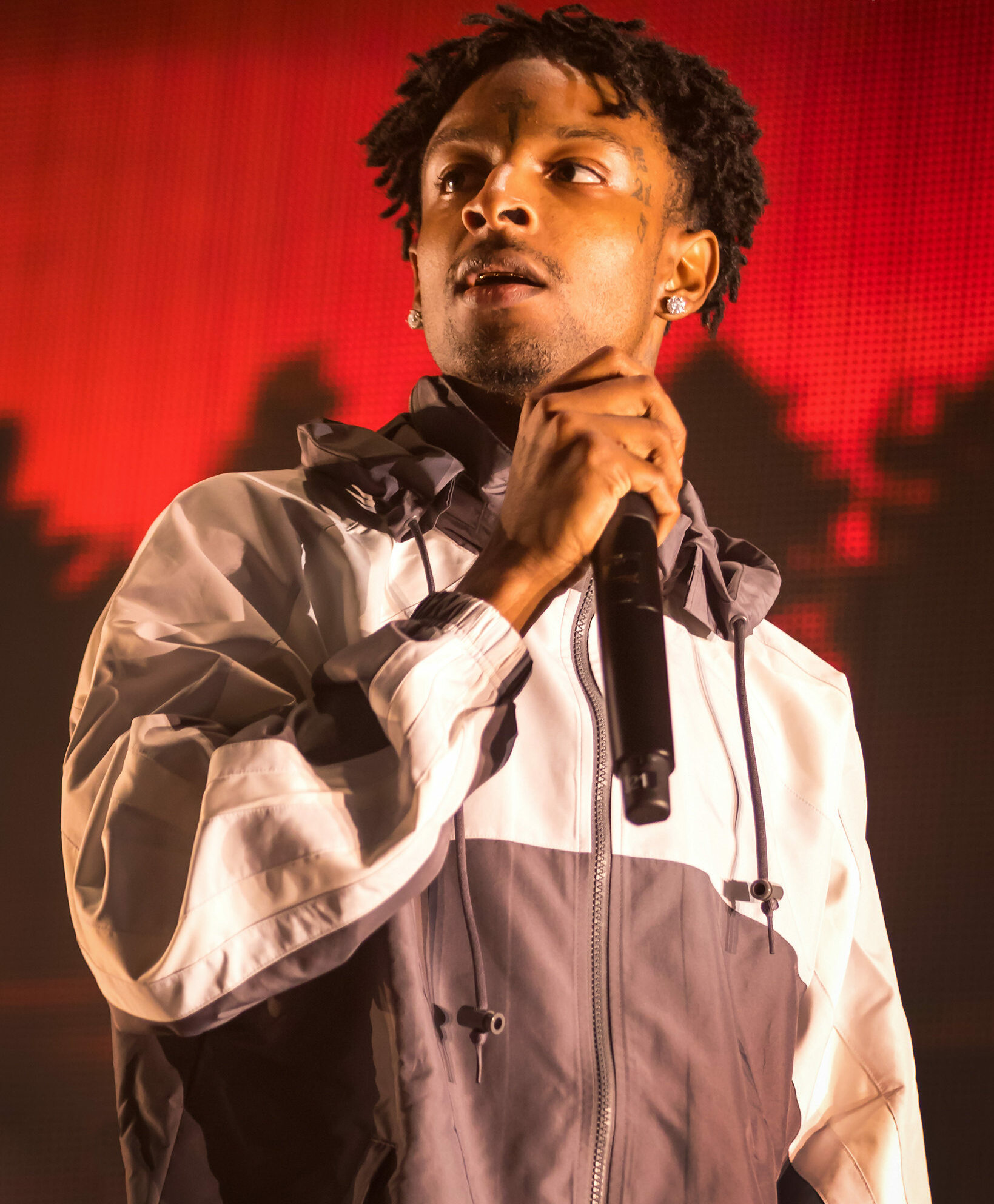
21 Savage en 2018

Cette page présente les albums musicaux numéro 1 chaque semaine en 2019 au Billboard 200, le classement officiel des ventes d'albums aux États-Unis établi par le magazine Billboard. Les cinq meilleures ventes annuelles sont également listées.

## Classement hebdomadaire
| Date         | Artiste(s)                  | Titre                                                                 | Référence |
| ------------ | --------------------------- | --------------------------------------------------------------------- | --------- |
| 5 janvier    | 21 Savage                   | I Am > I Was                                                          |           |
| 12 janvier   | 21 Savage                   | I Am > I Was                                                          |           |
| 19 janvier   | A Boogie wit da Hoodie      | Hoodie SZN                                                            |           |
| 26 janvier   | A Boogie wit da Hoodie      | Hoodie SZN                                                            |           |
| 2 février    | Future                      | Future Hndrxx Presents: The Wizrd                                     |           |
| 9 février    | Backstreet Boys             | DNA                                                                   |           |
| 16 février   | A Boogie wit da Hoodie      | Hoodie SZN                                                            |           |
| 23 février   | Ariana Grande               | Thank U, Next                                                         |           |
| 2 mars       | Ariana Grande               | Thank U, Next                                                         |           |
| 9 mars       | Lady Gaga et Bradley Cooper | A Star Is Born (Bande originale du film A Star Is Born)               |           |
| 16 mars      | Hozier                      | Wasteland, Baby!                                                      |           |
| 23 mars      | Juice Wrld                  | Death Race for Love                                                   |           |
| 30 mars      | Juice Wrld                  | Death Race for Love                                                   |           |
| 6 avril      | Nav                         | Bad Habits                                                            |           |
| 13 avril     | Billie Eilish               | When We All Fall Asleep, Where Do We Go?                              |           |
| 20 avril     | Khalid                      | Free Spirit                                                           |           |
| 27 avril     | BTS                         | Map of the Soul: Persona                                              |           |
| 4 mai        | Billie Eilish               | When We All Fall Asleep, Where Do We Go?                              |           |
| 11 mai       | Pink                        | Hurts 2B Human                                                        |           |
| 18 mai       | Vampire Weekend             | Father of the Bride                                                   |           |
| 25 mai       | Logic                       | Confessions of a Dangerous Mind                                       |           |
| 1er juin     | Tyler, The Creator          | Igor                                                                  |           |
| 8 juin       | Billie Eilish               | When We All Fall Asleep, Where Do We Go?                              |           |
| 15 juin      | Thomas Rhett                | Center Point Road                                                     |           |
| 22 juin      | Jonas Brothers              | Happiness Begins                                                      |           |
| 29 juin      | Madonna                     | Madame X                                                              |           |
| 6 juillet    | The Raconteurs              | Help Us Stranger                                                      |           |
| 13 juillet   | Chris Brown                 | Indigo                                                                |           |
| 20 juillet   | Divers artistes             | Revenge of the Dreamers III (Compilation du label Dreamville Records) |           |
| 27 juillet   | Ed Sheeran                  | No.6 Collaborations Project                                           |           |
| 3 août       | Ed Sheeran                  | No.6 Collaborations Project                                           |           |
| 10 août      | NF                          | The Search                                                            |           |
| 17 août      | Drake                       | Care Package                                                          |           |
| 24 août      | Slipknot                    | We Are Not Your Kind                                                  |           |
| 31 août      | Young Thug                  | So Much Fun                                                           |           |
| 7 septembre  | Taylor Swift                | Lover                                                                 |           |
| 14 septembre | Tool                        | Fear Inoculum                                                         |           |
| 21 septembre | Post Malone                 | Hollywood's Bleeding                                                  |           |
| 28 septembre | Post Malone                 | Hollywood's Bleeding                                                  |           |
| 5 octobre    | Post Malone                 | Hollywood's Bleeding                                                  |           |
| 12 octobre   | DaBaby                      | Kirk                                                                  |           |
| 19 octobre   | SuperM                      | SuperM                                                                |           |
| 26 octobre   | YoungBoy Never Broke Again  | AI YoungBoy 2                                                         |           |
| 2 novembre   | Post Malone                 | Hollywood's Bleeding                                                  |           |
| 9 novembre   | Kanye West                  | Jesus Is King                                                         |           |
| 16 novembre  | Post Malone                 | Hollywood's Bleeding                                                  |           |
| 23 novembre  | Luke Combs                  | What You See Is What You Get                                          |           |
| 30 novembre  | Céline Dion                 | Courage                                                               |           |
| 7 décembre   | Trippie Redd                | A Love Letter to You 4                                                |           |
| 14 décembre  | Divers artistes             | Frozen II (Bande originale du film La Reine des neiges 2)             |           |
| 21 décembre  | Roddy Ricch                 | Please Excuse Me for Being Antisocial                                 |           |
| 28 décembre  | Harry Styles                | Fine Line                                                             |           |

## Classement annuel
Les 5 meilleures ventes d'albums de l'année aux États-Unis selon Billboard :
1. Billie Eilish - When We All Fall Asleep, Where Do We Go?
2. Ariane Grande - Thank U, Next
3. Lady Gaga et Bradley Cooper - A Star Is Born
4. Taylor Swift - Lover
5. Post Malone - Beerbongs & Bentleys